# Imsweiler
Imsweiler (pfälzisch: Imschwiller) ist eine Ortsgemeinde im Donnersbergkreis in Rheinland-Pfalz. Sie gehört seit 1. Januar 2020 der Verbandsgemeinde Nordpfälzer Land an. Zuvor gehörte sie zur aufgelösten Verbandsgemeinde Rockenhausen.

## Geographie
Der Ort liegt im Nordpfälzer Bergland westlich des Donnersbergs zwischen Kaiserslautern und Bad Kreuznach.
Die Gemeinde besteht aus dem Dorf Imsweiler, den beiden Weilern Felsbergerhof und Spreiterhof sowie dem Wohnplatz Schleifmühle.
Spreiterhof ist ein Weiler, das aus zehn Wohnhäusern mit etwa 30 Einwohnern besteht. Zudem ist in Spreiterhof ein Bauernhof angesiedelt. Die Bewohner von Spreiterhof und Felsbergerhof gehören pfarrrechtlich zur Pfarrei Dörrmoschel.

## Geschichte
Die ältesten Erwähnungen von Imsweiler – als „Imziswilre“ und als „Imiciswilare“ (= Weiler des Imizin) – stammen von 1112 und 1127. Der Name deutet auf eine fränkische Gründung im 7. oder 8. Jahrhundert hin. Das Kloster Otterberg war im Ort begütert. Im späten 18. Jahrhundert kam der Ort an das vorderösterreichische Oberamt Winnweiler.

## Burg Imsweiler
Die Geschichte des Ortes ist eng mit der Geschichte der ehemaligen Wasserburg im Ort verknüpft, deren Überreste sich heute in Privatbesitz befinden.
Erstmals erwähnt wird eine Burg in einer Urkunde von 1242, die der Gräfin Ermesindis von Lützelburg von den Herren von Bolanden als Lehen aufgetragen wurde. Dabei handelte es sich jedoch um die Burg Mühlberg auf dem nahe gelegenen gleichnamigen Berg.
Erst in einer Urkunde vom 31. Januar 1333 wird ausdrücklich die Burg in Imsweiler als Hornbacher Lehen an Raugraf Heinrich II. Herr zu Neuenbaumburg erwähnt.
Bis 1415 residierten die Nachkommen, zuletzt der Raugraf Philipp von Altenbaumburg in der Wasserburg, der die Burg an Pfalzgraf Ludwig III. verkaufte. Die Burg ging nach dem Kurfürsten von der Pfalz in das Lehen verschiedener Adliger über. Im Jahr 1550 wird von einem Besitzerstreit zwischen Carl von Lewenstein, dem Sohn des in der katholischen Kirche begrabenen Johann Brenner von Lewenstein und Hans Jakob von Dhun berichtet.
In der Mitte des 16. Jahrhunderts kam es wahrscheinlich zur teilweisen Zerstörung der Burg, denn 1595 erbaute der Ritter Philip Jakob von Flersheim, verheiratet mit Maria Vogtin von Hunoltstein, auf den Trümmern ein Schloss und investierte dabei 4000 Gulden. Ihr Wappen ist heute noch im Türsturz zu erkennen. Als das Geschlecht der Flörsheimer ausstarb und das Anwesen auch durch den Dreißigjährigen Krieg verwüstet wurde, übernahm 1655 Hermann Schellenschmidt aus Mannweiler das Gut und baute sich aus den Trümmern ein Wohnhaus. 1720 erbaute einer der Erbbeständer die Hof- und Wirtschaftsgebäude.

## Politik

### Ortsbürgermeister
Peter Ziepser ist seit 2014 Ortsbürgermeister von Imsweiler.
Der Vorgänger von 1999 bis 2014 war Friedrich Lander.

### Wappen
| Wappen von Imsweiler | Blasonierung: „In Silber ein blaues Andreaskreuz beseitet von zwei roten goldbesamten Rosen.“ |
| Wappen von Imsweiler |                                                                                               |

## Kultur und Sehenswürdigkeiten
Das Schloss oder Hofhaus (wie es heute genannt wird) kam nach der französischen Besetzung in Privatbesitz. Vom Gewölbekeller des Hauptgebäudes führte ein unterirdischer, gemauerter Gang zum Turm der katholischen Kirche. Wahrscheinlich war es ein Fluchtweg in den nahe gelegenen Wald. Der Gang ist heute zugemauert. In dem linken Gebäude sind die wappengeschmückten Fenster mit der Jahreszahl 1595 noch erhalten. Ebenso beherbergt es eine Steinsäule und einen Ziehbrunnen.
Die Pfarrkirche St. Petrus in Ketten wurde im 11. Jahrhundert erbaut. Im Jahr 1896 wurde die Pfarrkirche erweitert und 1899 wurde sie konsekriert. In ihr befindet sich das Doppelepitaph des Johann Brenner von Löwenstein, kurpfälzer Burggraf in Alzey und seiner Gattin Apollonia geb. von Heppenheim genannt vom Saal. Sie sind die Eltern des Speyerer Domkantors und Generalvikars Johannes Brenner von Löwenstein.
Auf dem Mühlberg befinden sich Reste der abgegangenen Burg Mühlberg.

Bildergalerie
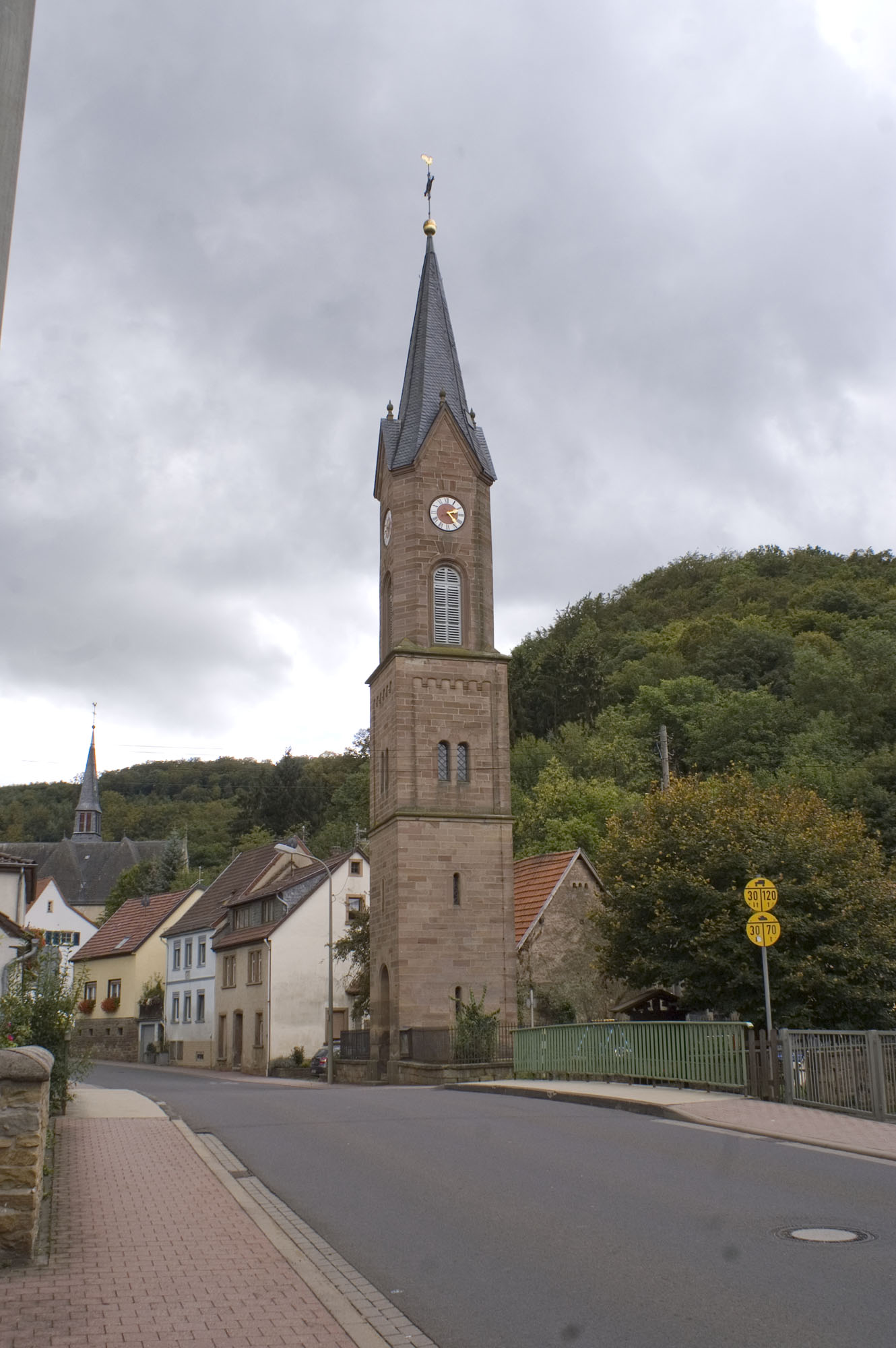
Protestantischer Glockenturm
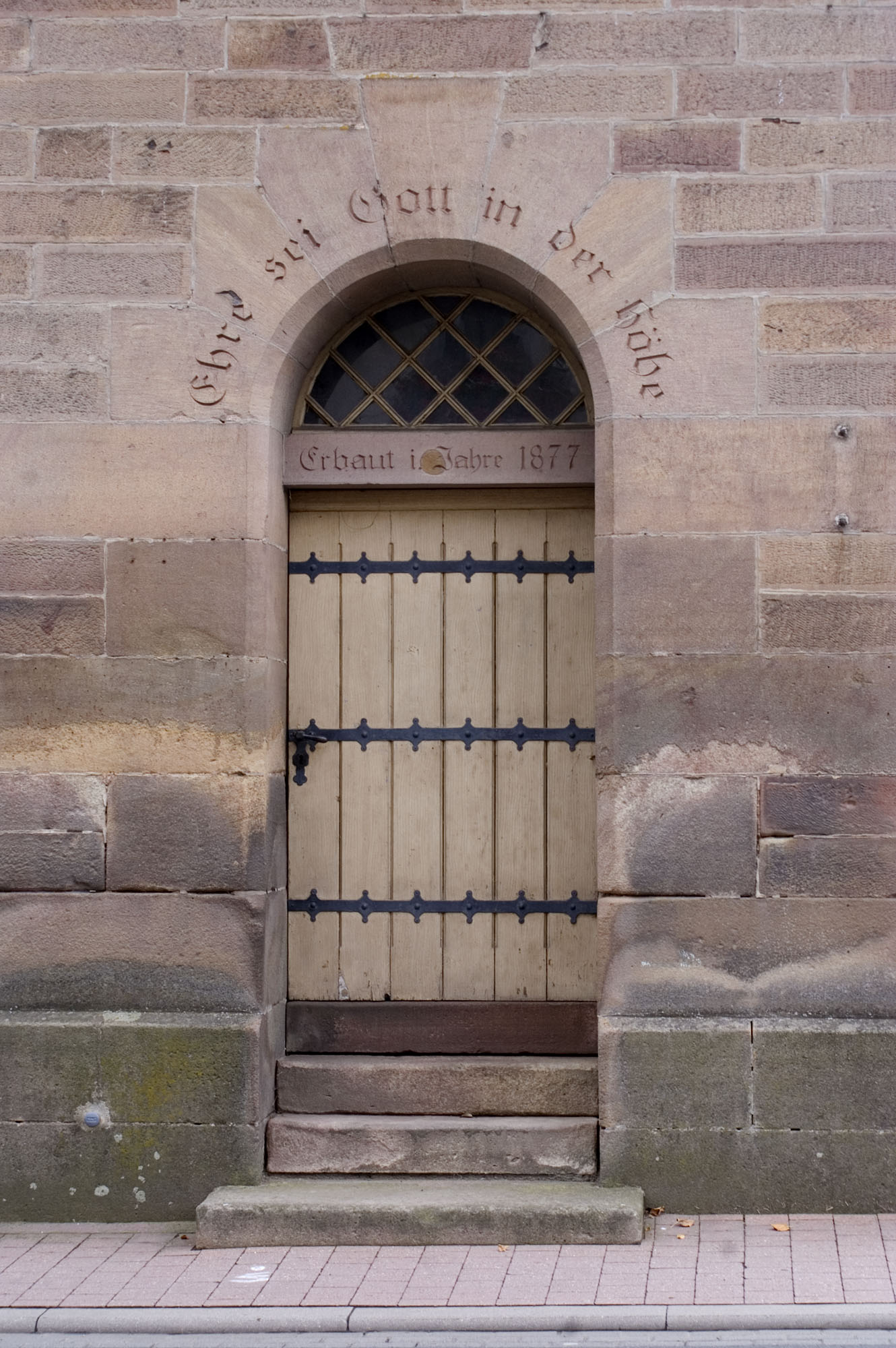
Protestantischer Glockenturm Eingang
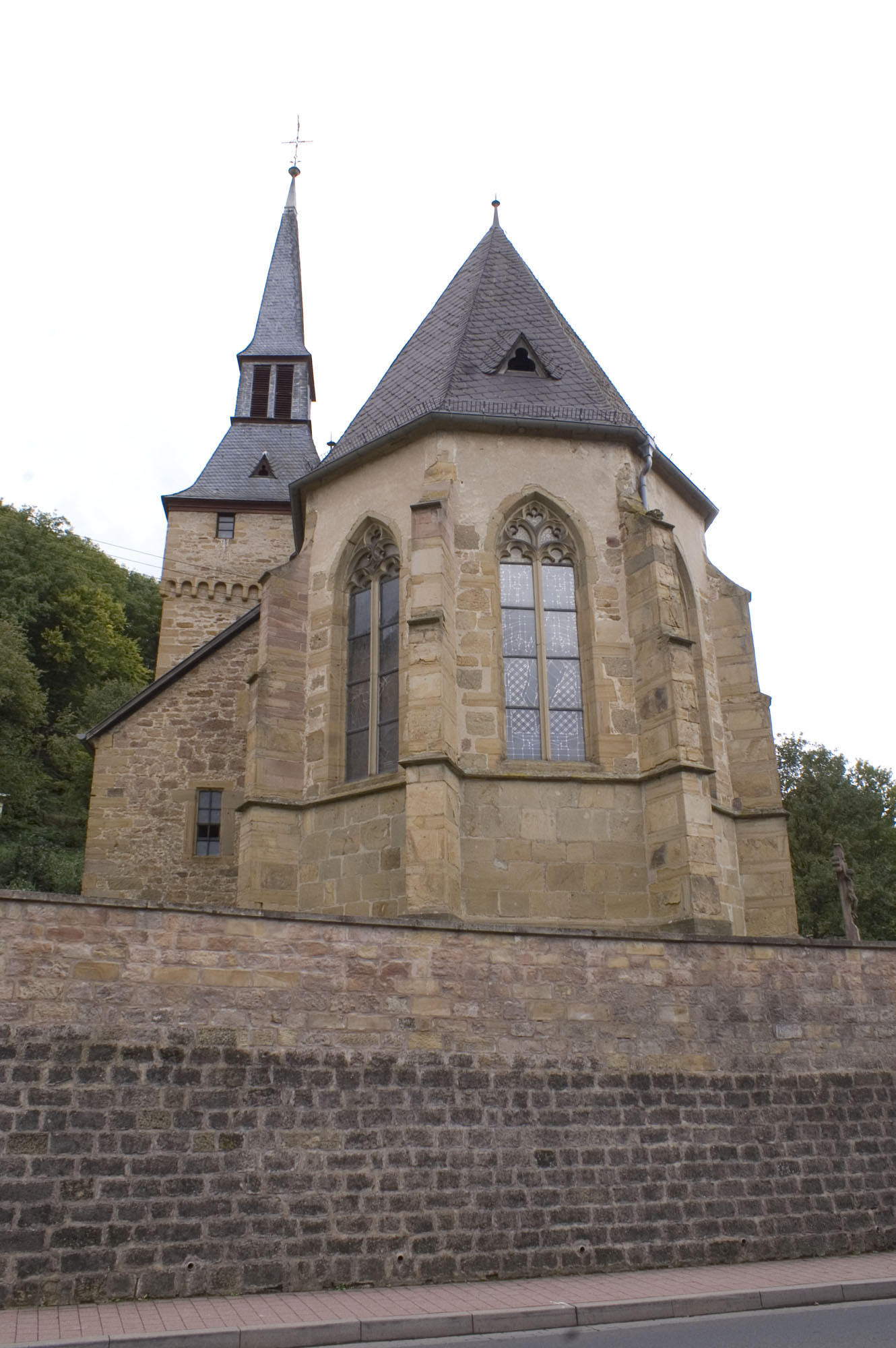
Katholische Pfarrkirche
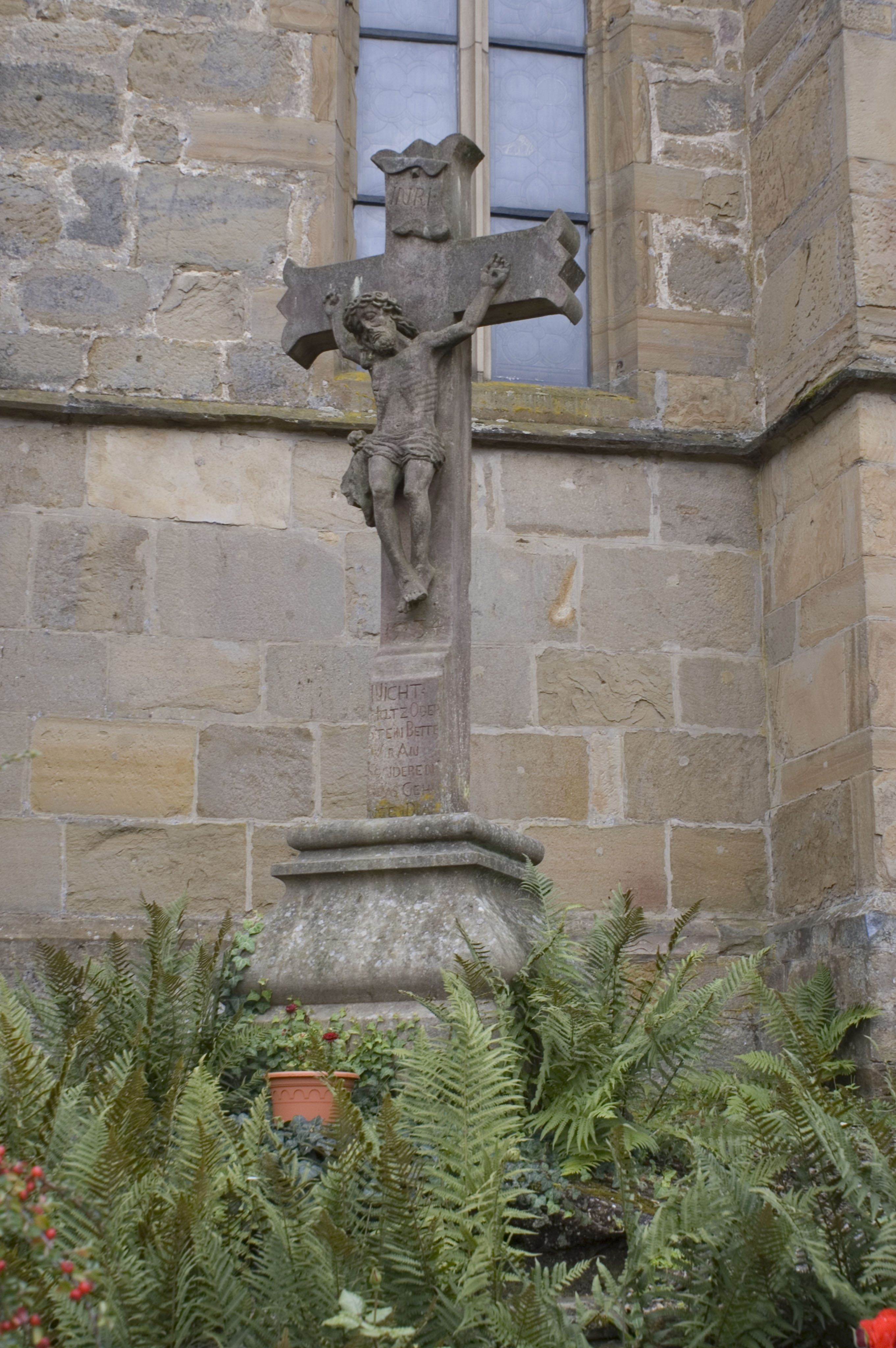
Katholische Pfarrkirche Steinkreuz
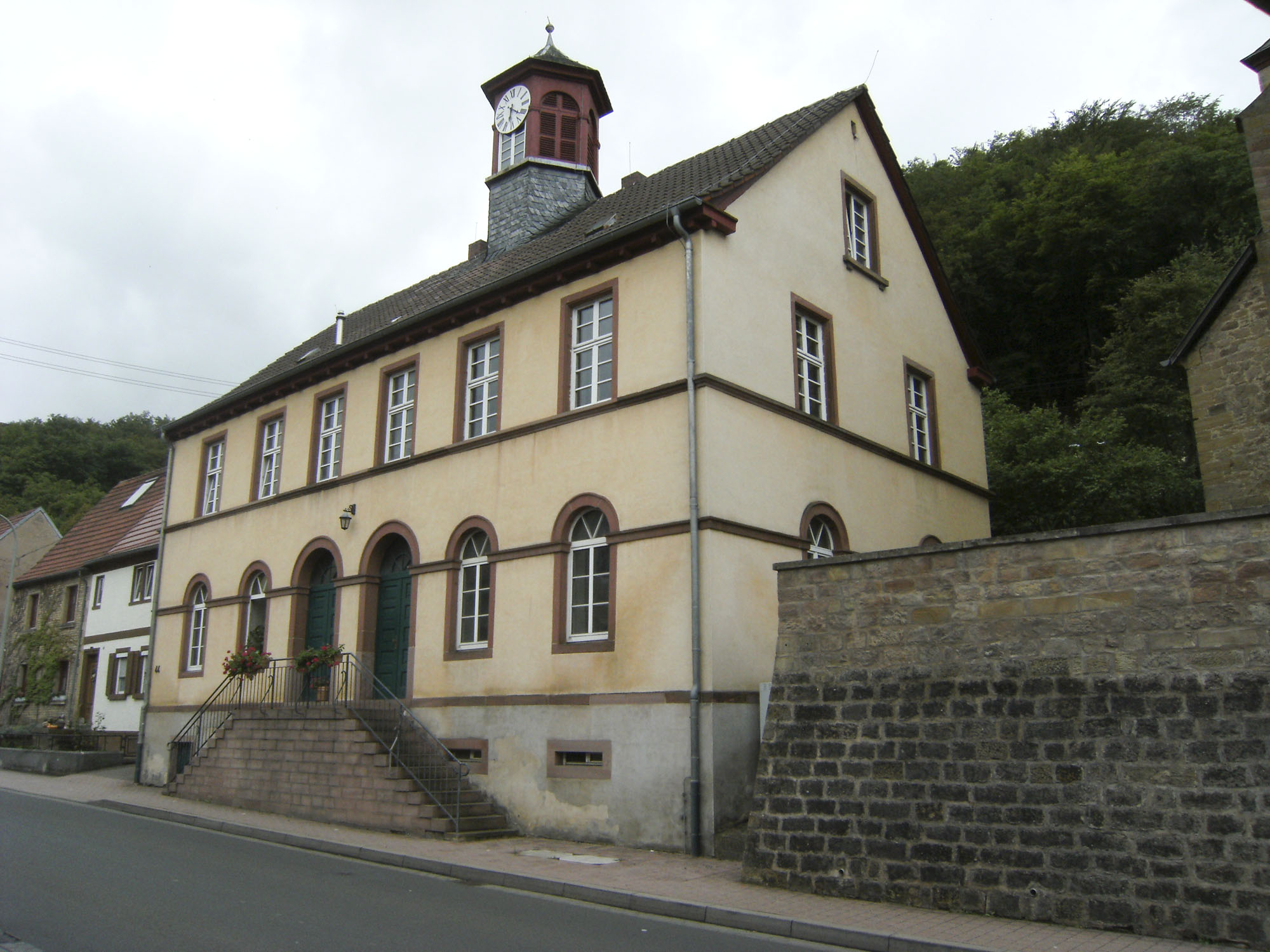
Ehemaliges Schulhaus
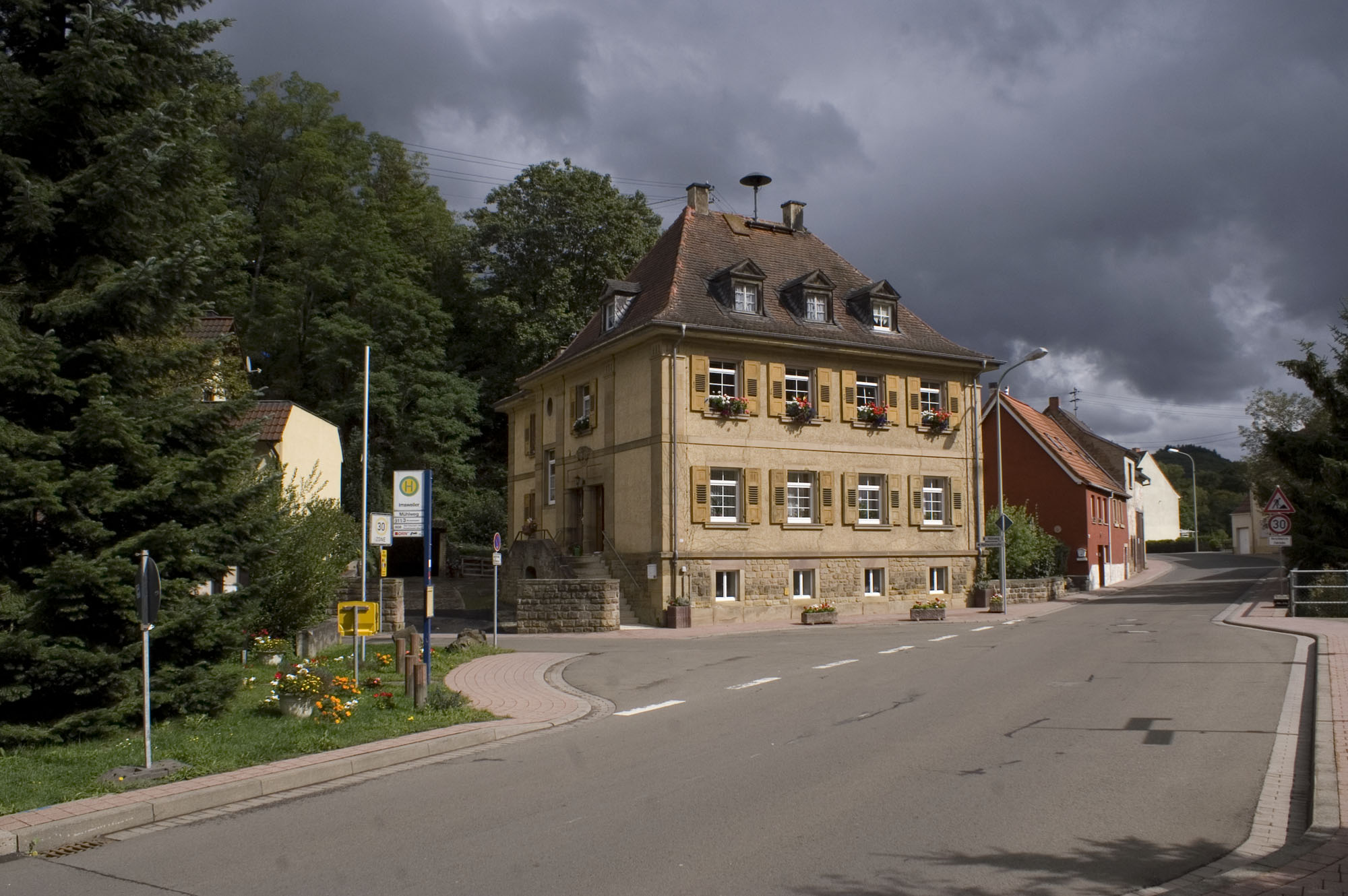
Ehemalige Lehrerwohnungen
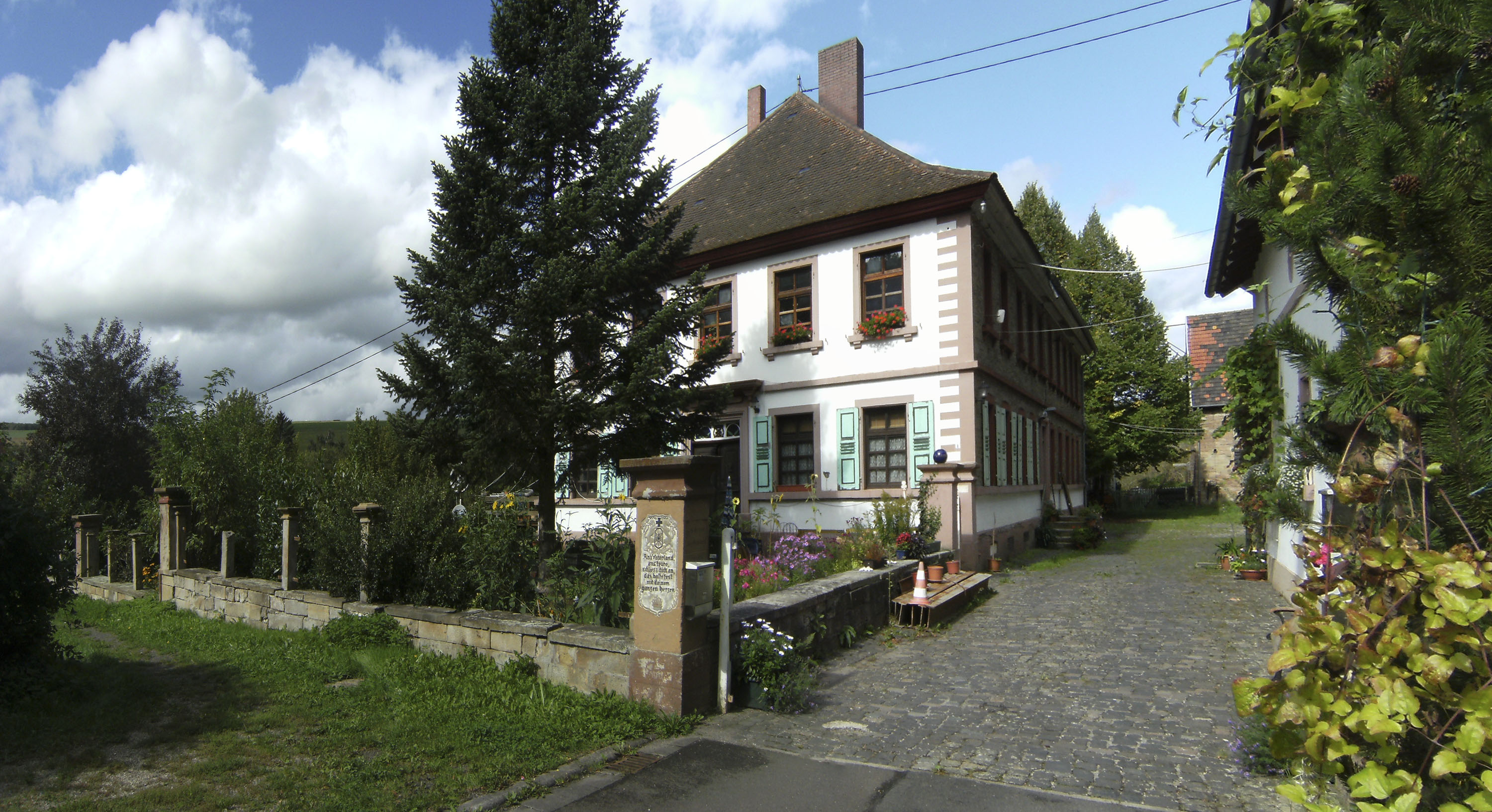
Dorfmühle
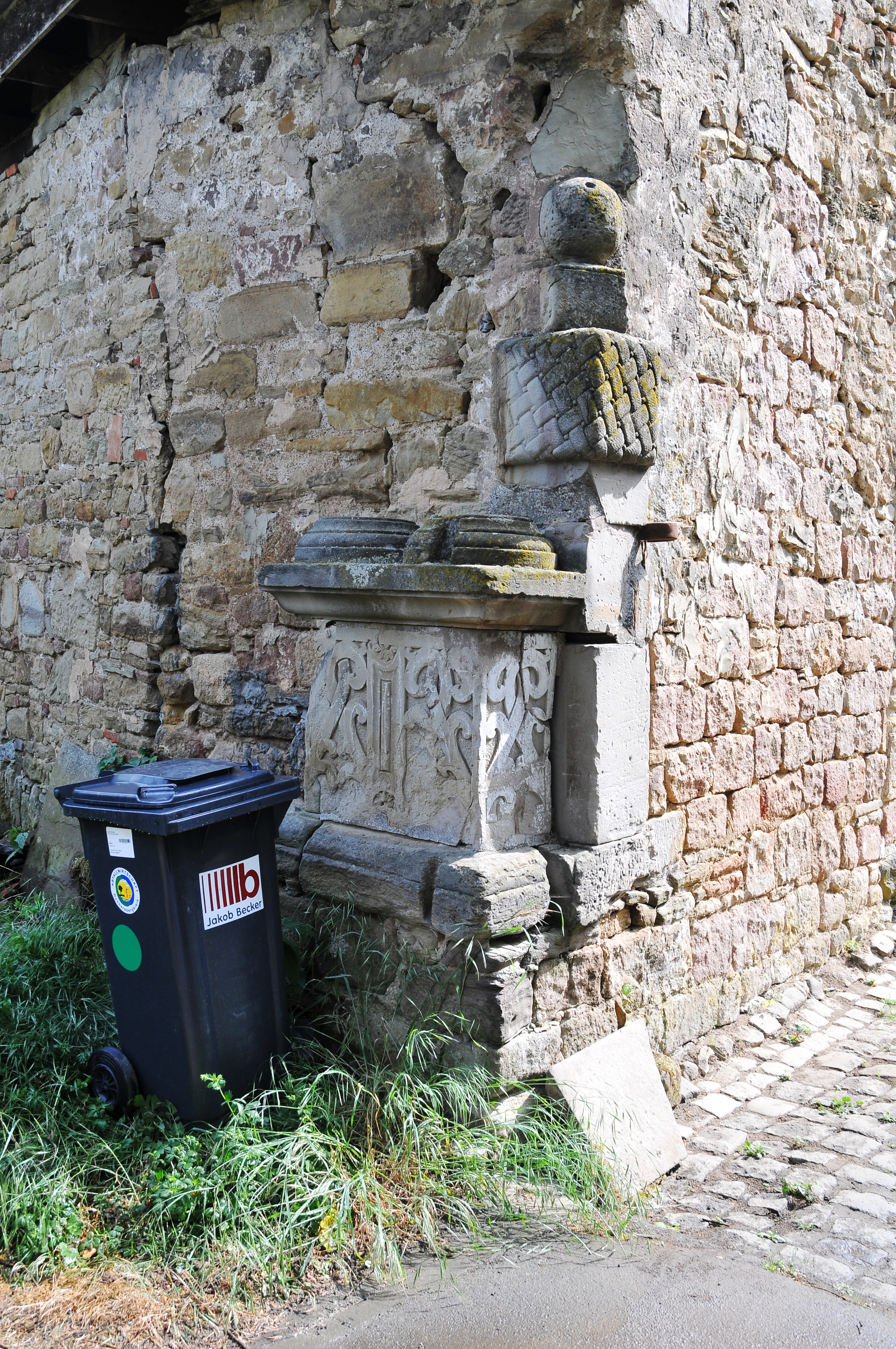
Postament des Schlosses
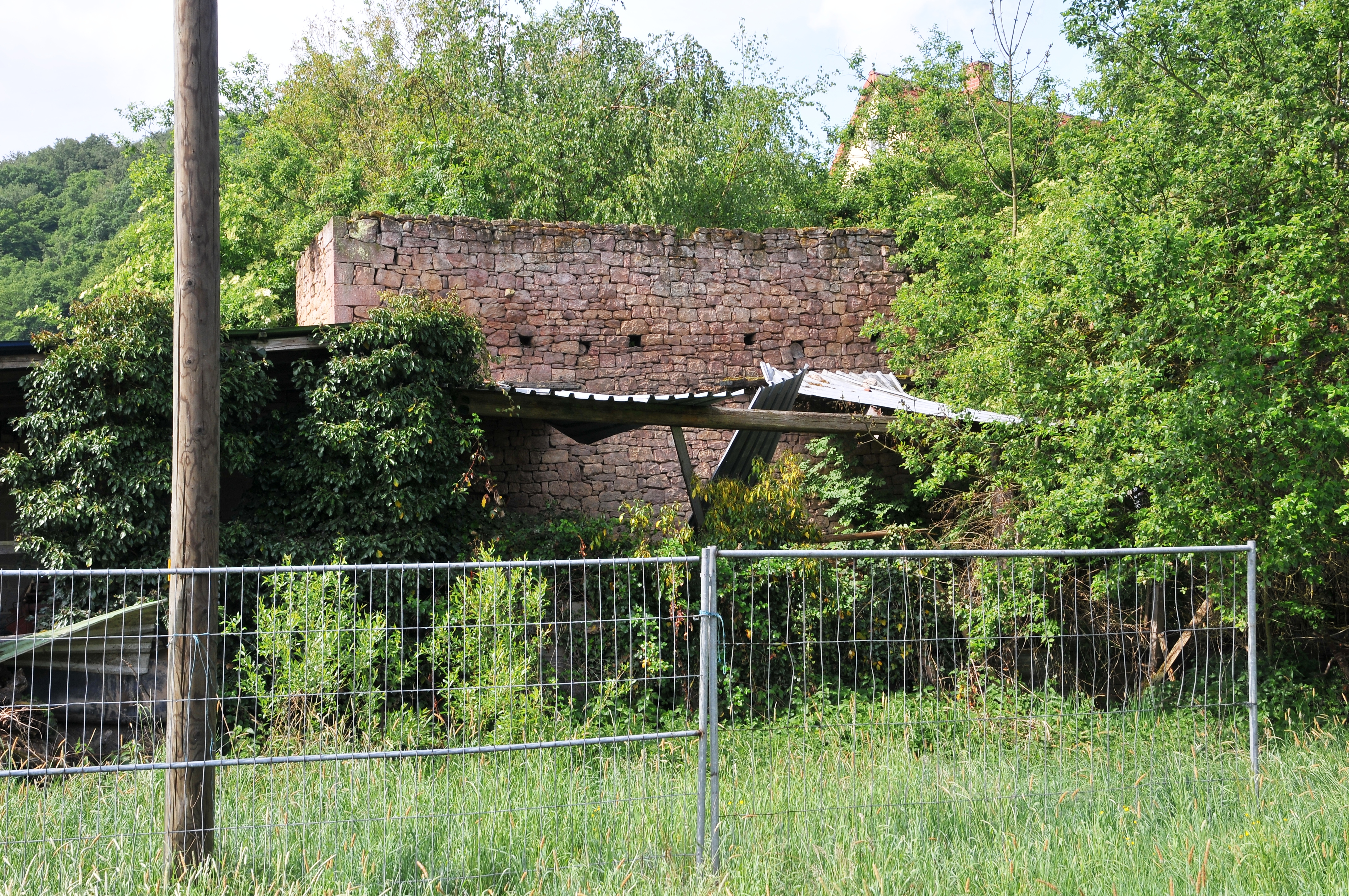
Mauerreste

## Wirtschaft und Infrastruktur
Die Gemeinde verfügt mit der Paula-Best-Schule über eine eigene Grundschule.
Weiterführende Schulen befinden sich in Rockenhausen (Gesamtschule, Realschule, Berufsschule, Schule für Lernbehinderte) bzw. Winnweiler (Gymnasium). Der zuständige Kindergarten befindet sich in Gundersweiler.
Durch den Ort führt die B 48. Über die Anschlussstelle Winnweiler der A 63 im Südosten besteht Anschluss an den Fernverkehr.
Imsweiler verfügt über einen Haltepunkt an der Alsenztalbahn.
Oberhalb des Dorfes befindet sich der Flugplatz Imsweiler.
In Imsweiler befindet sich die Event-Location Imsweiler Mühle.

## Söhne und Töchter der Gemeinde
- Paula Best (1898–1976), Schriftstellerin